# 圣诞阶梯
圣诞阶梯（Christmas Steps）是英格兰布里斯托尔市中心的一条历史悠久的街道。

## 名称
这条街在中世纪最初称为皇后街，后来称为克尼费斯迈思街（Knyfesmyth Street），以那里的商人命名。中古英语中这个“K”需要发音。这可能是现在街名的起源。另一种观点认为街名来自位于阶梯顶部的科隆三王礼拜堂的花窗玻璃描绘的基督降生场景。
在17世纪，圣诞阶梯一度称为隆斯福德阶梯（Lonsford's Stairs），以纪念一名英国内战期间在阶梯顶部被杀害的骑士党军官。

## 历史
这条陡峭的台阶建于1669年9月，由富有的葡萄酒商人乔纳森·布莱克威尔出资。 在此之前，有一条陡峭、泥泞和狭窄的街道，从城墙外旧圣巴多罗买医院附近芙伦河（River Frome）上的桥开始，通往山上的圣米迦勒堂（St Michael's church）。
圣诞阶梯在1865-1881 年之间列为 II级登录建筑,，现在开设各种商店。
沿阶梯有以下登录建筑：
- 1号：糖面包酒吧（Sugar Loaf Public House），1720[6]
- 12号，1800年[7]
- 13-14号，1800年[8]
- 15号，17世纪[9]
- 16号，19世纪初[10]
- 18-19号，19世纪初[11]
- 20号，19世纪初[12]
- 3号，1800[13]
- 4号，1800[14]
- 5号，1800[15]
- 6-7号，1800[16]

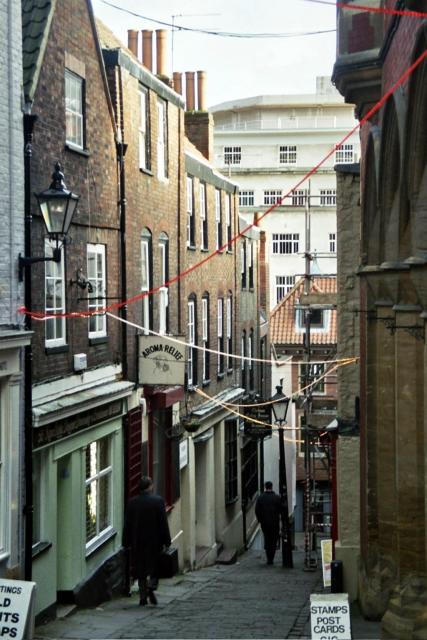
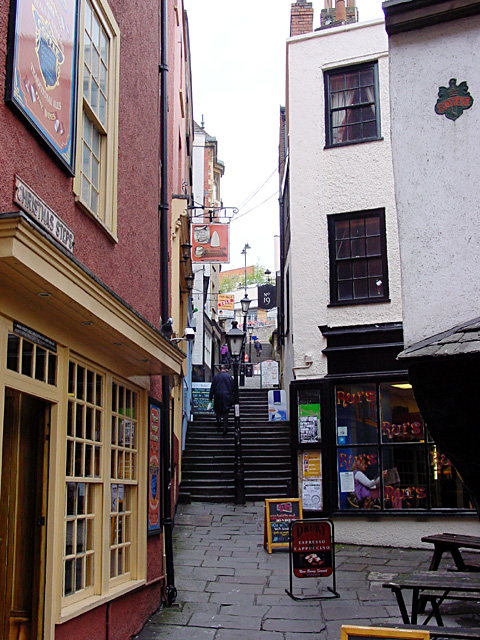
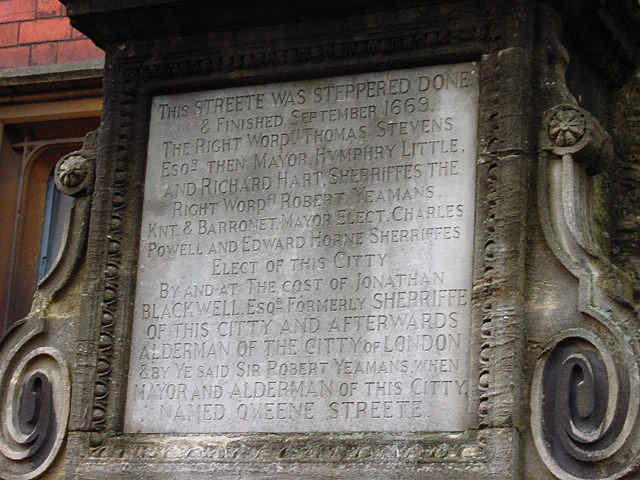
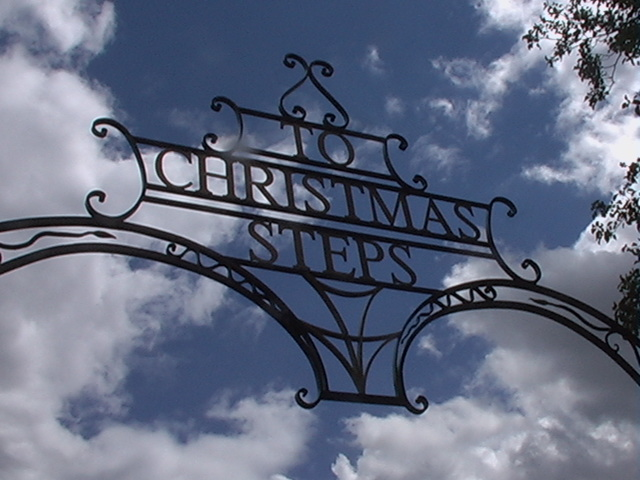
金属路牌